# FTL Games
Pour les articles homonymes, voir FTL.
FTL Games (FTL pour Faster Than Light, « plus vite que la lumière » en anglais) était la division développement jeu vidéo de la société Software Heaven Inc.. Bien que de petite taille, FTL Games créa de nombreux jeux à succès, tant commercial que critique, dans les années 1980 et au début des années 1990.
FTL Games fut fondée par Wayne Holder en 1982. Holder démarra l'activité de Software Heaven (et de FTL Games en tant que sous-division ludique) après avoir créé Oasis Systems qui était spécialisée dans les logiciels de vérification d'orthographe. Il embaucha Bruce Webster, avec qui il avait été diplômé en 1971, pour diriger FTL Games.

## Jeux édités
FTL Games édita plusieurs jeux pendant son activité. De manière surprenante, la plupart devinrent des best sellers, certains définissant même de nouveaux standards dans leur genre.

### SunDog
Holder et Webster conçurent le premier jeu de FTL Games, SunDog: Frozen Legacy, un jeu de commerce spatial. La version initiale développée pour l'Apple II fut publiée en mars 1984. Webster réalisa la plupart de la programmation, mais démissionna de FTL Games après la publication de la version 2.0 pour cause de surmenage. Doug Bell, Andy Jaros et Mike Newton portèrent le jeu sur Atari ST en 1986. SunDog fut le jeu vidéo le plus vendu sur cette machine pour cette année-là et reçut de nombreuses critiques élogieuses.

### Oids
Oids, un jeu d'arcade, fut une publication mineure de FTL Games. La version originale pour l'Atari ST connut un grand succès au Royaume-Uni, mais la version Macintosh ne reçut que peu d'attention.
Le jeu fut dans tous les cas éclipsé par le succès de la publication suivante de FTL Games.

### Dungeon Master
Dungeon Master, un jeu de rôle à thème médiéval-fantastique, fut le premier jeu de ce type en temps-réel et basé sur un perspective subjective. Il incluait nombre d'éléments novateurs qui rendaient le gameplay particulièrement intéressant. Publié sur Atari ST en 1987, il devint le jeu le plus vendu sur cette machine. Il fut porté sur une douzaine de plates-formes et traduit dans six langues.

### Chaos Strikes Back
Chaos Strikes Back, la suite de Dungeon Master, fut publiée en 1989 sur la plupart des plates-formes, à l'exception notable du PC. Il utilisait le même système que Dungeon Master.

### Dungeon Master II
Dungeon Master II: The Legend of Skullkeep fut la plus grosse vente de la semaine lorsqu'il fut publié au Japon en décembre 1993. Il ne fut cependant pas publié ailleurs avant 1995 dans le reste du monde et, bien que le jeu fut considérablement attendu, ses graphismes et sa jouabilité étaient relativement dépassés à ce moment-là. En conséquence, il se vendit peu. FTL Games fut dissoute peu de temps après.